# Айттойоки
Айттойоки — река в России, протекает по Суоярвскому району Карелии.

## Общие сведения
Берёт своё начало из озера Хауталампи, в которое впадает река Куккаусйоки. Айттойоки впадает в озеро Салонъярви в посёлке Вегарус Лоймольского сельского поселения, длина реки составляет 7 км, площадь водосборного бассейна — 754 км².
Недалеко от истока в реку справа впадает река Поясйоки, а в 6,1 км от устья, по левому берегу в неё впадает река Вегарусйоки.

## Бассейн
- река Айттойоки
  - река Вегарусйоки
    - озеро Котилампи (158)
      - озеро Вегарусъярви (160)
        - озеро Калатоналмпи
        - озеро Чамойнлампи
        - озеро Коройнлампи (162)
          - озеро Хауккалампи
          - река Райн-Кивиярвенйоки
            - озеро Райн-Кивиярви (174)

        - ручей Паркойноя
          - озеро Саммаллампи
            - озеро Кивиярви (184)
            - озёра Иоутсенламмет

  - река Куккаусйоки
    - озеро Хауталампи
      - озёра Хауталаммет
        - озеро Куккаусъярви (154)
          - озеро Ала-Варислампи
            - озеро Иля-Варислампи
              - озеро Лёютёлампи (161)
              - озеро Алимайнен-Юриккалампи
                - озеро Хуйскелиулампи (181)
                - озеро Иля-Куккаусъярви (178)
                  - озеро Куйккалампи (193)

              - озеро Полвилампи
                - озеро Ваксаусъярви (167)
                  - озеро Исо-Сювялампи
                    - озеро Питкялампи (225)

                  - озеро Ватсикасъярви (168)
                    - озеро Хаукилампи

    - река Поясйоки
      - озеро Поясъярви
        - река Коннунйоки
          - озеро Кюляярви
            - озеро Ягляярви
              - озеро Пиени-Аканлампи
              - ручей Кавийоки
                - озеро Кавилампи

              - озеро Карялампи
              - озеро Лакованлампи
              - озеро Мусталампи

    - река Луглайоки
      - озеро Иоутсенлампи (151)
      - озеро Луглаярви (151)
        - озеро Тшитсконъярви
        - озеро Кескиярви (159)
          - озеро Сиркалампи
          - озеро Пояслампи
            - река Коильйоки
              - озеро Сури-Аканлампи
                - озеро Пиени-Аканлампи

              - озеро Койльярви
                - озеро Риухталампи

              - озеро Витаярви
              - озеро Юляярви (166)
                - озеро Кюнялампи

## Фотографии
|  |  |

## Данные водного реестра
По данным государственного водного реестра России относится к Балтийскому бассейновому округу, водохозяйственный участок реки — Шуя, речной подбассейн реки — Свирь (включая реки бассейна Онежского озера). Относится к речному бассейну реки Нева (включая бассейны рек Онежского и Ладожского озера).
Код объекта в государственном водном реестре — 01040100112102000014103.